# Ero flammeola
Ero flammeola là một loài nhện trong họ Mimetidae.
Loài này thuộc chi Ero. Ero flammeola được Eugène Simon miêu tả năm 1881.